# 말레이시아 증권거래소

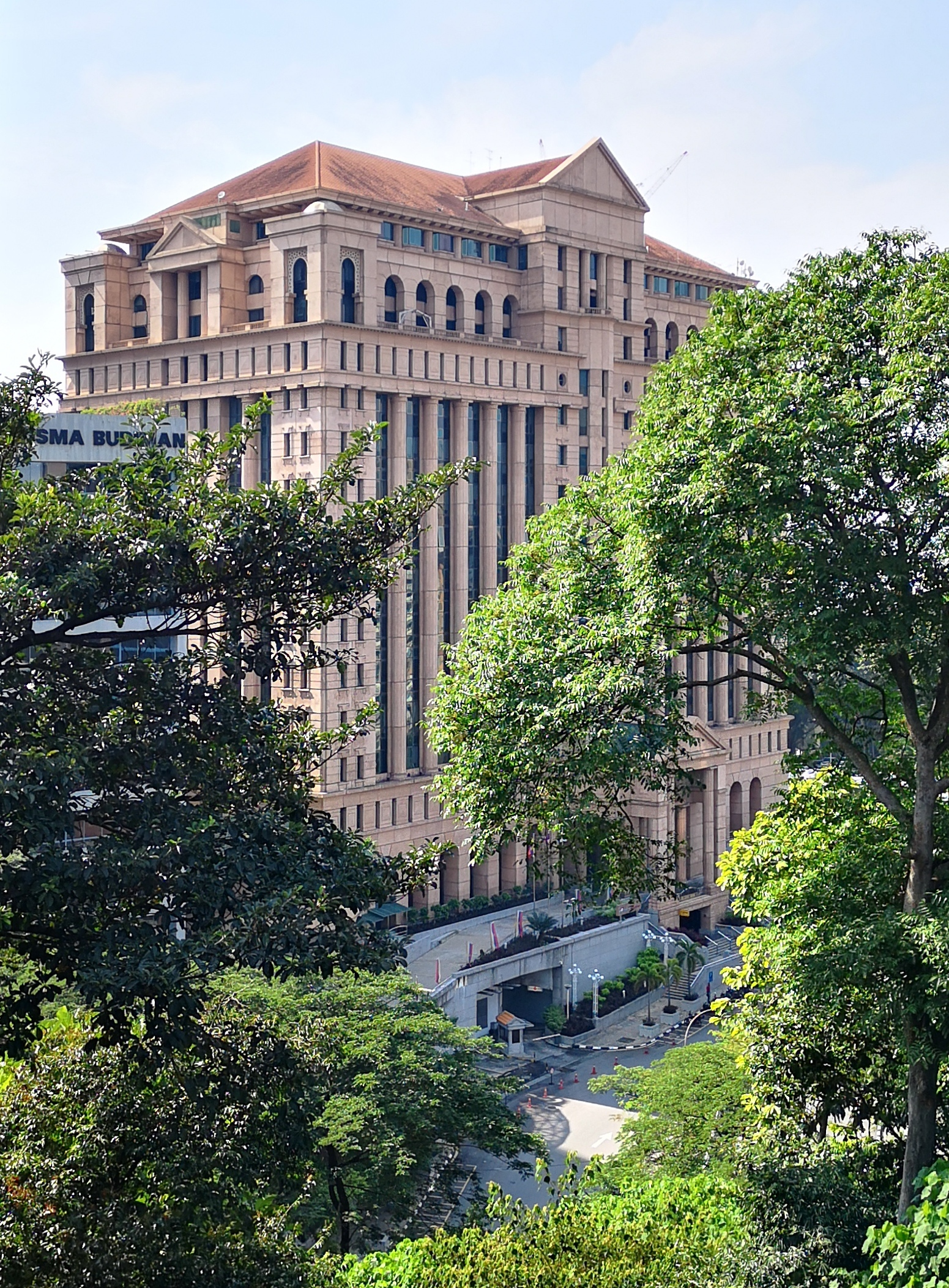

말레이시아 증권거래소(Bursa Malaysia)는 말레이시아의 증권거래소이다. 쿠알라룸푸르에 위치해 있으며 한때는 쿠알라룸푸르 증권 거래소였다.

## 같이 보기
- 말레이시아의 경제